# خوسيه تيليس دي سوزا
خوسيه تيليس دي سوزا هو منافس ألعاب قوى برازيلي، ولد في 22 أبريل 1971.

## وصلات خارجية
- خوسيه تيليس دي سوزا على موقع الاتحاد الدولي لألعاب القوى (الإنجليزية)
- خوسيه تيليس دي سوزا على موقع أوليمبيديا (الإنجليزية)